# Om personkulten og dens konsekvenser
"Om personkulten og dens konsekvenser" (russisk: "О культе личности и его последствиях" populært også kaldet "Den hemmelige tale" (russisk: секретный доклад) var en rapport afgivet af Sovjetunionens leder Nikita Khrusjtjov, Førstesekretær i Sovjetunionens kommunistparti, ved en tale på kommunistpartiets 20. kongres den 25. februar 1956. Khrusjtjovs tale var stærkt kritisk overfor de gerninger, som Sovjetuniones tidligere leder Josef Stalin havde begået under sit lederskab, særlig Den store udrensning og den tilknyttede terror. Khrusjtjov anklagede i talen Stalin for at have opbygget en personkult om sit lederskab i stedet for at have været tro mod kommunismens idealer. Talen blev holdt internt for kommunistpartiets ledere og var ikke tiltænkt at blive offentliggjort for befolkningen i Sovjetunionen. Talen blev oplæst i kommunistpartiets lokale afdelinger og blev sendt til kommunistpartierne i Østblokken. Talen blev lækket og blev offentliggjort af det amerikanske udenrigsministerium i juni 1956.
Da talen blev holdt, var den chokerende. Der er rapporter om, at nogle af tilhørerne fik hjerteanfald, og at andre efterfølgende begik selvmord som følge af den chokerende afsløring af Stalins omfattende udøvelse af terror. Blandt mange i kommunistpartiet og i den almindelige befolkning vakte talen også bestyrtelse. Personkulten om Stalin havde vedholdende gennem propaganda hyldet Stalins "geni" og ufejlbarlighed, og Khrusjtjovs afstandstagen til Stalin medførte flere steder skepsis og endog modstand, særlig i den Georgiske sovjetrepublik (Stalin var georgier), hvor der i 1956 opstod uroligheder, der måtte nedkæmpes af hæren den 9. marts 1956. Talen anses som en af de væsentligste faktorer bag Opstanden i Ungarn i oktober 1956.
I vesten udløste talen også omfattende uro på den organiserede venstrefløj, der på daværende tidspunkt i hovedsagen var opdelt i en socialdemokratisk del og en Moskva-tro kommunistisk del. Talen medførte splittelser i flere vestlige kommunistpartier. I Danmark skabte talen splittelse i DKP, der senere efter opstanden i Ungarn medførte dannelsen af SF. I USA mistede det amerikanske kommunistparti, CPUSA, mere end 30.000 medlemmer i løbet af få uger efter talens offentliggørelse.
Talen anses som en af de væsentligste årsager til Det kinesisk-sovjetiske brud, hvor Kina under Mao Zedong og Folkerepublikken Albanien under Enver Hoxha fordømte Khrusjtjov som revisionist og herefter dannede en anti-revisionist alliance, der kritiserede ledelsen i det sovjetiske kommunistparti for at have forladt vejen til den leninistisk-stalinistiske vej til kommunismen.
Talen var en af milepælene i det opbrud, som Khrusjtjov satte i gang i Sovjetunionen, der blandt andet gik ud på en afstalinisering. Talen ses dog også som udtryk for Khrusjtjovs ønske om at sikre sin kontrol med kommunistpartiet i årene efter Stalins død, hvor Khrusjtjov havde behov for at udmanøvrere konkurrenter til magten, bl.a. Georgij Malenkov og faste støtter af Stalin som eksempelvis Vjatjeslav Molotov, der i varierende omfang havde været involveret i Stalins terror og udrensninger. Khrusjtjovs rapport fik tilnavnet "Den Hemmelige Tale", da talen blev holdt på et lukket møde kun for partidelegerede, hvor gæster og pressen ikke havde adgang. Talens indhold blev drøftet indgående i forskellige partiafdelinger i marts måned 1956. Talens tekst blev først officielt offentliggjort i Sovjetunionen i 1989 i forbindelse med Mikhail Gorbatjovs indførelse af glasnost, der skulle sikre åbenhed i det sovjetiske samfund.